# Västernorrland
Västernorrland (Västernorrlands län) je kraj ležící na severu Švédska. Sousedí s kraji Gävleborg, Jämtland, Västerbotten a Botnickým zálivem. Västernorrland leží na území historických provincií Ångermanland a Medelpad.

## Obce

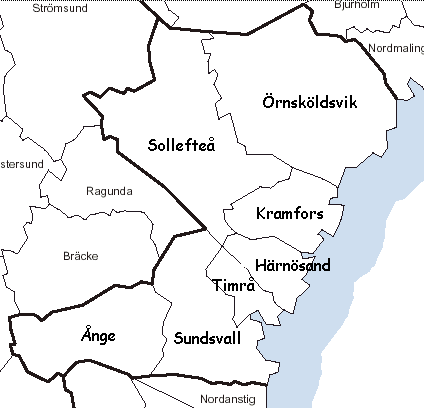
administrativní dělení kraje do 7 obcí

- Härnösand
- Kramfors
- Sollefteå
- Sundsvall
- Timrå
- Ånge
- Örnsköldsvik

## Symboly
Znak Västernorrlandu je kombinací znaků Ångermanlandu a Medelpadu. Pokud je znak zobrazen s královskou korunou, reprezentuje krajskou správní radu.